# علی صادق بنوان
علی صادق بنوان (انگلیسی: Ali Sadeq Benwan؛ زادهٔ ۳۰ نوامبر ۱۹۹۱) یک ورزشکار و فوتبالیست اهل عراق است.